# Vincent (film)
Vincent är en amerikansk animerad kortfilm från 1982, regisserad av Tim Burton. Inspirerad av Korpen, en dikt av Edgar Allan Poe. Precis som Poes dikt är Vincent en dikt på rim. Berättarrösten görs av Vincent Price.

## Handling
Vincent handlar om en pojke som är sju år. Han lever i tron att han är den berömde skräckskådespelaren Vincent Price. Han tycker om Edgar Allan Poes skräckhistorier och lever i en galen värld. Han gillar att läsa och måla. När hans moster kommer på besök, är han artig och vänlig, men fantiserar om att doppa henne i vax till sitt vaxmuseum. Han har en syster, en katt och en hund som han tycker om. Han gillar att experimentera med hunden, Abercrombie, i hopp om att skapa en fruktad zombie. Han är även en uppfinnare, Vincent. Men hans galenskap tar livet av honom, och ett olyckligt och sorgligt slut väntar.